# Тёмный поток

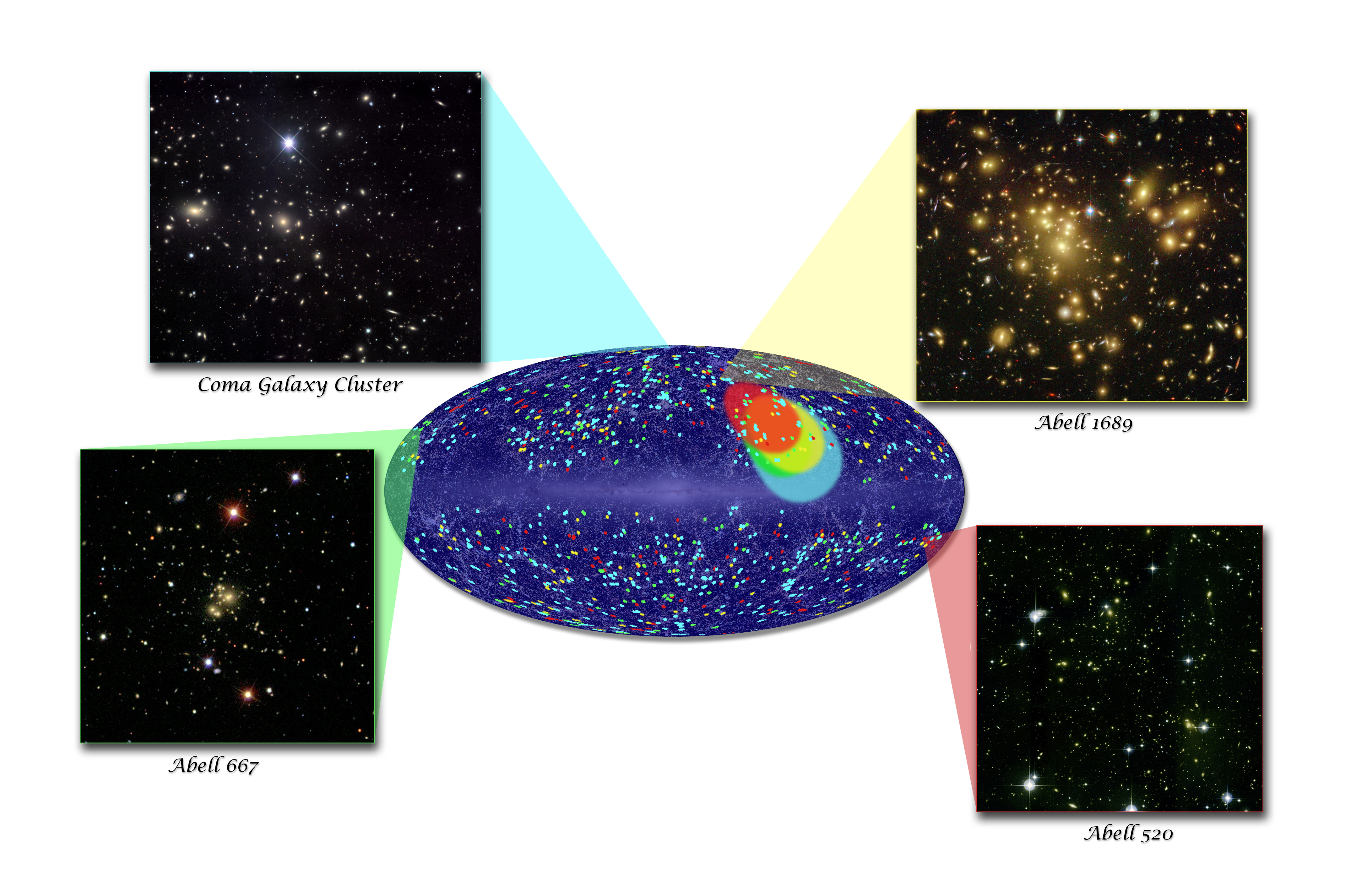
Темный поток. Цветные точки представляют собой кластеры в пределах одного из четырёх диапазонов расстояний, причем более красные цвета указывают на большее расстояние. Цветные эллипсы показывают направление массового движения кластеров соответствующего цвета. Также показаны изображения типичных скоплений галактик на каждом срезе расстояния

Тёмный пото́к — название, данное возможному согласованному движению скоплений галактик, обнаруженному в 2008 году при исследовании реликтового излучения. Тёмный поток не следует путать с Великим аттрактором.

## Наблюдаемый феномен
Согласно стандартной космологической модели, движение групп галактик должно быть беспорядочным и хаотичным. Однако, анализируя трёхлетние данные WMAP, используя кинематический эффект Сюняева — Зельдовича, авторы исследования — Александр Кашлинский, Фернандо Атрио-Барандела, Даниел Коцевски и Харальд Эбелинг, — опубликованного в Astrophysical Journal, нашли свидетельство общего движения по крайней мере 1400 скоплений. По мнению названных астрофизиков, возможная причина возникновения тёмного потока — воздействие массы, в настоящее время находящейся вне пределов видимой части Вселенной. Кроме этого, возможно и более экзотическое объяснение: поток может объясняться наличием параллельной вселенной, с которой на момент Большого Взрыва наша была сцеплена (квантовомеханически).

## Исследование феномена
Термин «тёмный поток» постепенно входит в научный обиход, однако существование тёмного потока пока надёжно не подтверждено независимыми исследованиями. Так, измерения скоростей 715 скоплений галактик каталога ROSAT с использованием 7-летних данных WMAP и улучшенного фильтра, позволяющего точнее отделить эффект Сюняева — Зельдовича от случайных шумов по особенностям спектра, не выявили согласованного движения скоплений.
Наличие подобного потока может влиять на наблюдаемую физику Вселенной. Отталкиваясь от предположения существования крупномасштабных возмущений поля пекулярных скоростей, была разработана космологическая теория, не предполагающая наличие тёмной энергии для объяснения ускоренного расширения Вселенной.